# Scoperta/Marcia d'amore
Scoperta/Marcia d'amore è un 45 giri del cantautore emiliano Pierangelo Bertoli, pubblicato nel 1974. 

## Descrizione
Pubblicato a nome Angelo Bertoli e il Canzoniere Nazionale del Vento Rosso per la manifestazione nazionale del Fronte Antifascista e di Rinascita Popolare (Napoli - 25 Aprile 1974), contiene sul lato A un inedito, Scoperta, e sul lato B una versione differente per il testo di Marcia d'amore, già pubblicata nel 45 giri precedente.

## Le tracce
Testi e musiche di Pierangelo Bertoli.
1. Scoperta
2. Marcia d'amore